# 전국비둘기연합
전국 비둘기 연합(National Pigeon Unity)은 2007년 대한민국의 서울특별시에서 결성된 밴드이다. 김동훈(보컬)(기타), 박영목(드럼)(보컬), 홍성민 (베이스)로 구성되었다.

## 생애
김동훈과 박영목은 같은 학교밴드 선후배 사이이다. 최승원과 김동훈은 만화《삐리리 불어봐 재규어》정모 모임에서 서로 만났다. 친해지다가 서로 밴드를 하는 게 어떻겠냐? 했다. 밴드 이름은? 이라고 묻자 그때 당시 진눈깨비가 내리고 있었다. 그때 최승원이 진눈깨비가 마치 비둘기 비듬 같다고 김동훈에게 문자를 했다. 그때 김동훈은 "전국비둘기연합" 이 그냥 뇌리에 스쳤다. 최승원도 그 밴드 이름에 동참했고 드럼이 없었던 당시 후배인 박영목과 같이 밴드를 하자고 해서 결국 전국 비둘기 연합이 결성됐다.

## 구성원

### 현재 멤버
- 김동훈 - 보컬, 기타
- 박영목 - 드럼, 보컬
- 홍성민 - 베이스

### 거쳐간 멤버
- 최승원 - 베이스 (2010.08 탈퇴)

## 음반 목록

### 정규 앨범
- 《Empathy》 (2010년)
- 《Root》 (2011년)
- 《Hero》 (2017년)
- 《999》 (2017년)

### EP
- 《전국 비둘기 연합》 (2007년)
- 《쓸데없는 말일지 몰라》 (2008년)

### 싱글
- 〈눈동자〉(2009년)
- 〈쓰레기〉(2009년)
- 〈Stay〉(2010년)